# Themira superba
Themira superba är en tvåvingeart som först beskrevs av Alexander Henry Haliday 1833.  Themira superba ingår i släktet Themira och familjen svängflugor. Arten är reproducerande i Sverige. Inga underarter finns listade i Catalogue of Life.